# کلووردیل، بریتیش کلمبیا
کلووردیل (به انگلیسی: Cloverdale) یک شهر تاریخی و برگزیده از مرکز شهر سوری، بریتیش کلمبیا در کانادا است که در غرب شهرستان لنگلی واقع شده و از مناطق شرقی حومه ونکوور محسوب می‌شود.
در ابتدا این شهر در سال ۱۸۷۰ برای زمین‌های حاصلخیز و آب و هوای معتدلش به عنوان یک جامعه روستایی کوچک تأسیس شد. با گسترش شهر سوری این منطقه توسط این شهر احاطه شد و به شهری کوچک در حومه سوری بریتیش کلمبیا تبدیل گردید.

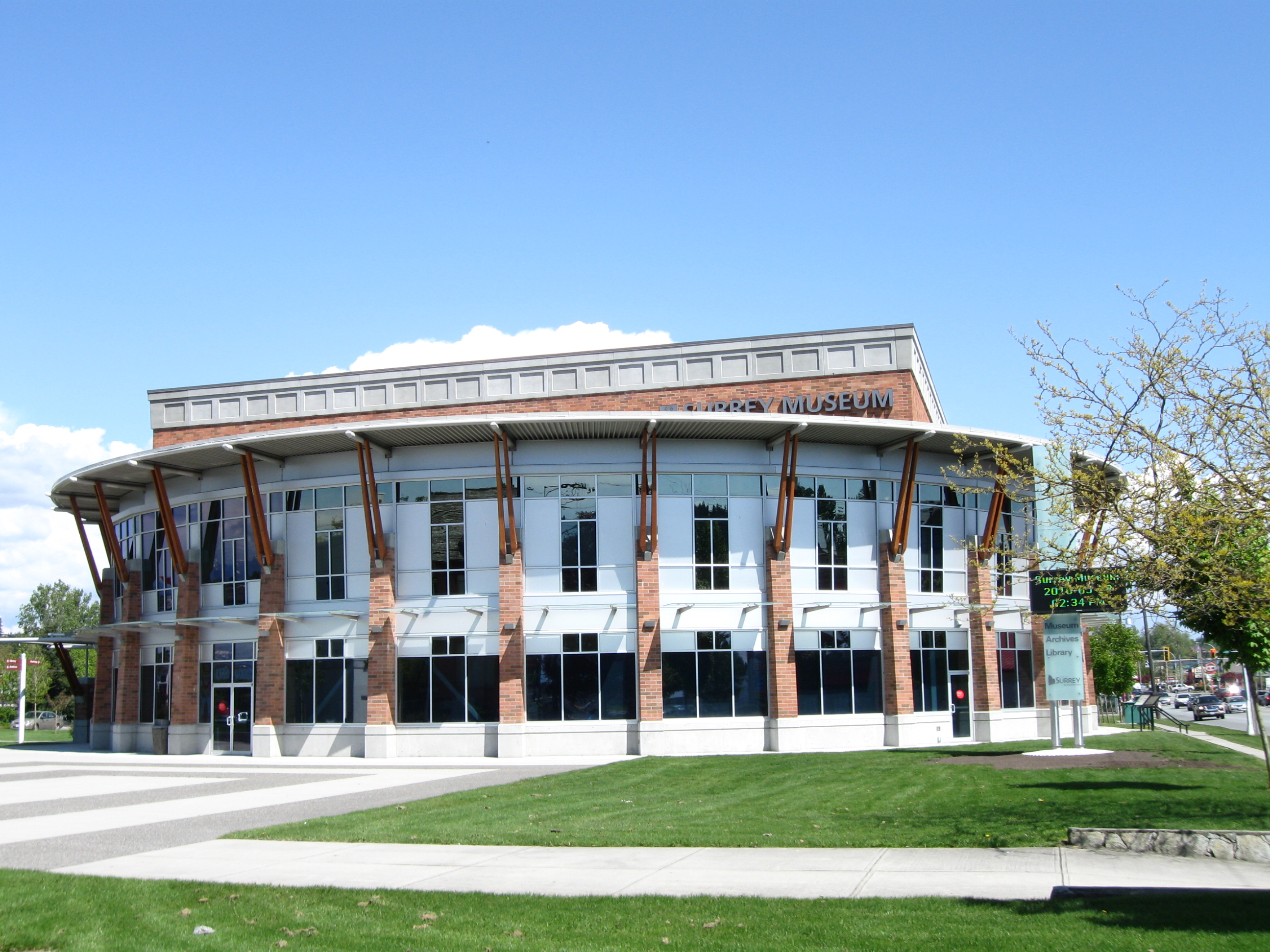
موزه رسمی شهر سوری بریتیش کلمبیا در کلووردیل

کلووردیل برای بسیاری به عنوان مرکز تاریخی شهر سوری بریتیش کلمبیا شناخته شده و بسیاری از خانه‌های آن میراث تاریخی محسوب می‌شوند. یکی از قدیمی‌ترین ساختمان‌ها کلیسای مسیح است که در سال ۱۸۸۲ ساخته شده و هنوز هم پابرجاست. موزه رسمی شهر سوری در کلووردیل قرار دارد.